# Eve Online
Eve Online és un videojoc de rol massiu multijugador en línia ambientat en l'espai. El jugador és capaç de pilotar diferents naus espacials recorrent l'univers a través de més de 5.000 sistemes solars. Tots els clients es troben en un únic servidor. Els sistemes solars estan connectats a altres sistemes per portes estel·lars (stargates). Els sistemes solars contenen diferents elements, com: planetes, llunes, cinturons d'asteroides, estacions espacials, outpost, pos (player owned structure), etc.
Els jugadors d'Eve Online es troben en un únic servidor, i són capaços d'usar diferents activitats i professions, com per exemple mineria, fabricació, comerç i combat (tant PvE com PvP). El nivell de les habilitats dels jugadors s'aconsegueix mitjançant un sistema d'entrenament d'habilitats basat en temps real, aquest sistema funciona encara que no s'estiga connectat al joc.
El joc va ser desenvolupat i mantingut per la companyia islandesa CCP Games. El primer llançament del joc va anar en Amèrica del Nord i Europa al maig del 2003, va ser publicat des de maig a desembre del 2003 per Simon & Schuster Interactive, després CCP va tornar a obtenir els drets i va començar a publicar el joc mitjançant distribució digital. El 22 de gener del 2008, es va anunciar que el joc es distribuiria a través del Steam. La versió actual del joc Eve Online s'anomena Dominion.

## Rerefons
L'argument fictici que serveix d'història de fons a EVE Online es desenvolupa milers d'anys en el futur i explica que la humanitat a l'esgotar quasi la totalitat dels recursos naturals de la Terra, es va veure forçada a colonitzar la Via Làctia per a sobreviure. Els sistemes amb planetes habitables van anar sent ocupats un a un i quan ja no va haver espai la guerra esclatà. Sobtadament, un dia, va ser descobert un forat de cuc (wormhole) que sorgí en forma natural. Els primers a travessar-lo es van trobar en un sistema inexplorat, al que anomenaren New Eden (Nou Edén). Prompte, els colonitzadors van travessar el forat de cuc per a "colonitzar" aqueix remot lloc en un univers verge. Quan el forat de cuc finalment va col·lapsar, el desastrós cataclisme va arribar als colonitzadors -que van quedar sobtadament sense els subministraments bàsics-, i els va conduir a una Edat tecnològica Fosca. Moltes colònies van perir completament, no obstant això algunes van sobreviure. Solament es coneixen cinc cultures que van poder reconstruir l'univers com ho coneixien. Són les races que van crear els cinc principals imperis d'EVE-Online (Caldari, Gallente, Amarr, Minmatar i Jove), tu com personatge pots escollir entre una de les quatre primeres races, els Jove són història a part.

## Races

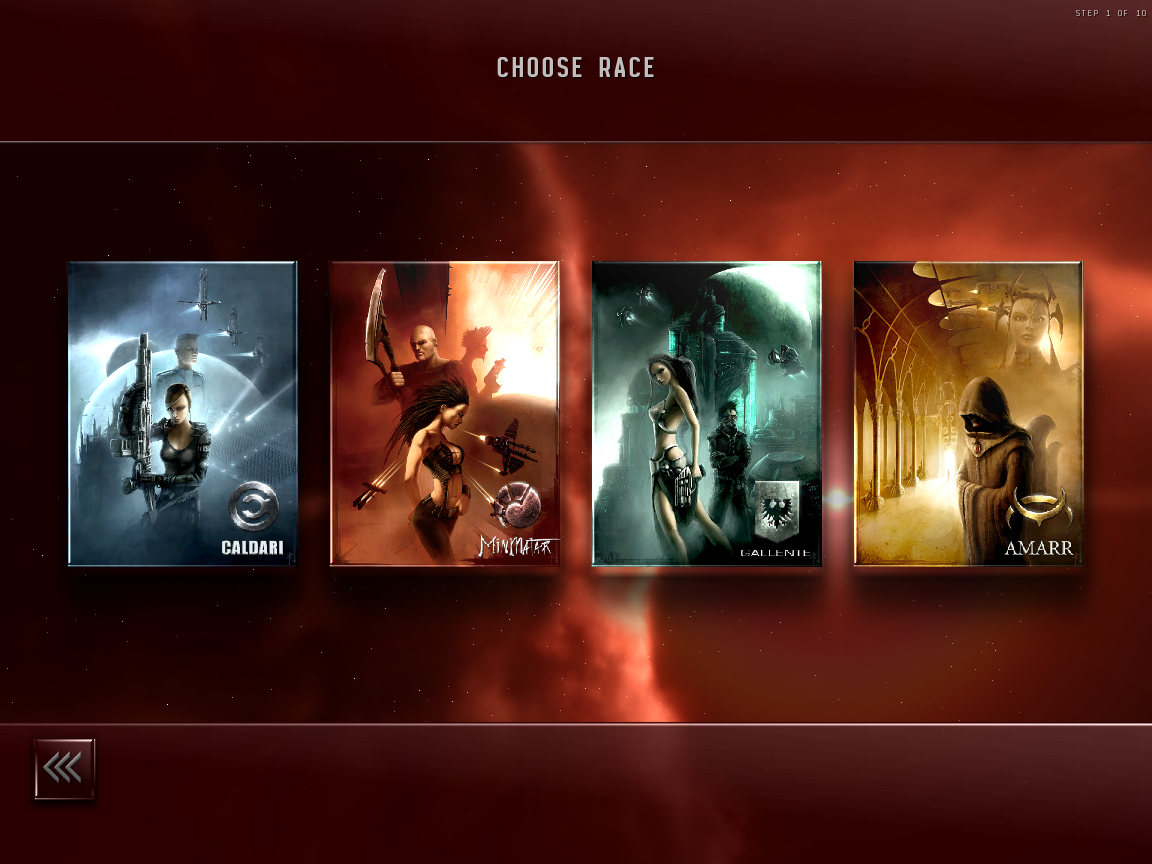
Races

Els Amarr, un grup descendent d'una branca religiosa fonamentalista anomenada els Conformistes, van anar la primera de les races jugables en redescobrir el viatge interestel·lar a velocitats superlumíniques. Armats amb aquesta nova tecnologia, van emprendre l'expansió del seu imperi, esclavitzant diverses races en el procés, entre ells als Minmatar, que just acabaven d'inventar el vol espacial per si mateixos. L'Imperi Amarr va fonamentar el seu vigor expansionista en La Reclamació, una croada amb la finalitat d'imposar els seus ideals a tota la galàxia. Aquesta va acabar sobtadament després de la seua confrontació amb els Gallente i, sobretot, amb Jove. Després de la destrucció de l'Armada Imperial en combat amb una única nau d'abastiment Joviana, els Minmatar es van rebel·lar contra els seus amos i es van separar per a formar la seua pròpia facció en l'univers EVE. Ells són els desheretats de la galàxia, els quals posseeixen el menor nombre de sistemes estel·lars, i encara molta de la seua gent són esclaus en l'Imperi Amarr o són refugiats en la Federació Gallente.
Els mons originals dels Gallente i Caldari estaven situats en el mateix sistema estel·lar. La llar dels Gallente va ser fundat per colons francesos de Tau Ceti, mentre que el planeta que més tard es va convertir en Caldari Prime fou comprat per una megacorporació, que va començar a terraformar-lo. No obstant això, el procés estava incomplet en el moment en el qual la porta es va col·lapsar, i Caldari Prime romangué ambientalment hostil durant mil·lennis, demorant el naixement d'una societat avançada. Els Gallente, amb un món més acollidor, van restablir una civilització funcional alguns centenars d'anys abans que els Caldari, formant la primera república democràtica de la nova era. Però els Caldari van assolir comprendre el funcionament de l'equip de terraformació, el que va donar una forta empenta a la seua naixent tecnologia.
A causa de les seues diferències ideològiques, els Gallente i els Caldari van ser incapaços de cohabitar en el mateix sistema estel·lar, i la creixent fricció entre les dues races culminà amb el bloqueig del món Caldari i el sabotatge de la ciutat subaqüàtica Gallente de Nouvelle Rouvenor -en Caldari Prime- que va produir la mort de milions de persones. Aquests actes van precipitar la guerra Caldari-Gallente. Durant aqueix període, la Flota Federal Gallente va deslligar una campanya de bombardejos orbitals contra Caldari Prime. Els Caldari, no obstant això, van ser capaços de mantenir a ratlla i distraure als Gallente amb la seua superioritat tecnològica i amb gran determinació i sacrifici, permetent que Caldari Prime fóra evacuada. La guerra va continuar durant diverses dècades fins que els Gallente van entrar en contacte amb els Amarr, i finalment van arribar un acord de pau. Mentrestant, els Caldari havien trobat als Jovians, i s'havien beneficiat enormement de l'avançada tecnologia de l'anciana raça.
Els mateixos Jovians (actualment una raça no jugable) havien estat una colònia humana, o grup de colònies, assentats en una regió allunyada de la porta EVE. Després del col·lapse de la porta i l'esfondrament del comerç interestel·lar i les rutes de transport, els Jovians van ser capaços de reviure la seua civilització quasi immediatament, perdent molt poc temps i molt poca informació gràcies a la brevetat de la seua "edat fosca". Durant anys es van expandir cap a l'exterior i van explorar el seu sector de l'espai mentre les altres races encara jeien amuntegades als seus superpoblats i aïllats mons d'origen. En un moment donat, els Jovians van començar a usar de manera generalitzada l'enginyeria genètica amb el propòsit de transformar-se a si mateixos en éssers millor adaptats a la vida en l'espai profund i a l'exploració interestel·lar de llarg abast. Però, per alguna raó perduda en la història, va succeir un desastre en els seus programes d'investigació genètica, causant una pèrdua massiva d'informació. Els experiments genètics Jovians van començar a escapar del seu control, danyant irreversiblement a la raça. La pitjor de les seues afliccions és una horrible psicopatia coneguda com el "Mal Jovià", que infligeix una depressió en la víctima que li fa perdre el seu desig de viure, i generalment expira al cap de poc de l'aparició dels primers símptomes. Els Jovians, des de llavors, han renunciat a les alteracions genètiques, encara que han continuat la investigació amb major afany, esperant descobrir formes de guarir-se i poder prosseguir amb les seues experimentacions.
Quan els Amarr es van trobar amb els Jovians, la seua primera reacció va ser atacar-los per a intentar subjugar-los. La Batalla de Vak'Aioth va ser una humiliant derrota para l'Armada Imperial, ja que una única nau d'abastiment Joviana va massacrar a la seua orgullosa flota, destruint fins i tot cuirassats de la classe "Apocalipsi" d'un sol tir. Veient que havia arribat el seu moment, molts dels esclaus Minmatar van aprofitar la consternació que açò va causar dins de l'Imperi per a rebel·lar-se, aconseguint la seua llibertat i establint el seu propi domini de sobirania al fundar la República Minmatar.

## Events
En 2013, 4.000 jugadors es van enfrontar en una èpica batalla espacial entre CFC i Test Alliance', per una regió de l'espai coneguda com 6VDT, i en 2016, 6.000 jugadors de Pandemic Legion es van enfrontar, destruint una Keepstar citadel de Circle of Two, sent la batalla PvP mes gran i amb mes jugadors simultanis que s'ha vist en un MMO.